# Sofia Jablonska
Sofia Jablonska-Oudin (ukrainska: Софія Яблонська-Уден), född 15 maj 1907, död 4 februari 1971, var en ukrainsk-fransk författare, fotograf och arkitekt. Hon föddes i habsburgska Galizien men levde på resande fot under stora delar av sitt liv. Hennes familj flyttade till Ryssland under första världskriget men flyttade tillbaka till Ukraina 1921. Under slutet av 1920-talet emigrerade hon till Paris där hon blev journalist och började resa runt världen. År 1950 gick Jablonska i pension och flyttade till Noirmoutier där hon blev arkitekt.